# آنتون (اورگن)
آنتون (به انگلیسی: Antone) یک منطقهٔ مسکونی در ایالات متحده آمریکا است که در شهرستان ویلر، اورگن واقع شده‌است. آنتون ۱٬۰۵۴٫۰۱ متر بالاتر از سطح دریا واقع شده‌است.